# Inna Agrest
Inna Agrest, född 1991, är en svensk schackspelare med titeln kvinnlig internationell mästare (WIM) och Alingsås SS som huvudklubb. Hon kommer från en framstående schackfamilj, där såväl pappan Evgenij Agrest och mamman Svetlana Agrest som andra familjemedlemmar spelar på hög nivå. Familjen, ursprungligen från Vitryssland, flyttade till Sverige 1994.

## Ungdomsåren
Inna Agrest var en lovande schackspelare redan som barn och blev till exempel svensk mästare för flickor i mellanstadieklassen 2003, och vann samma år minior-SM. År 2004 blev hon europamästare för flickor upp till 14 år och ledde sin klubb Sollentuna SK till seger i den första upplagan av damallsvenskan, där hon som 13-åring vann samtliga sina partier. År 2006 kom hon trea i kadettklassen i SM på samma poäng som segrande Martin Alarik. Samma år kom hon fyra i ungdoms-EM i klassen flickor under 18 år, en turnering som hon gick igenom obesegrad. År 2009 kom hon i samma tävling på tredje plats i klassen flickor 19.

## Kärriär som vuxen
Som vuxen tillhör Agrest den yttersta dameliten i Sverige. Hon kom trea i dam-SM i snabbschack 2015
och vann Pia Cramling's Ladies Open 2018.
Redan 2009 hade hon av FIDE tilldelats titeln WIM – kvinnlig internationell mästare.

### Schack-OS
Schack-OS är en lagtävling för landslag som arrangeras varannat år. Inna Agrest har vid ett flertal tillfällen ingått i det svenska laget:
- Dresden 2008 – 5 poäng på 8 partier[15]
- Chanty-Mansijsk 2010 – 3,5 poäng på 9 partier[16]
- Istanbul 2012 – 3,5 poäng på 10 partier[17]
- Tromsö 2014 – 2 poäng på 9 partier[18]
- Baku 2016 – 6,5 poäng på 11 partier[19]
- Batumi 2018 – 6,5 poäng på 11 partier[20]
- Chennai 2022 – 6,5 poäng på 10 partier[21]
- Budapest 2024 – 5,5 poäng på 10 partier[22]

På grund av Covid-19-pandemin arrangerades inget vanligt schack-OS 2020. I stället anordnade FIDE en mixed-turnering online. Sverige spelade i division 2 och Inna Agrest tog 4 poäng på de sex partier som hon spelade. En likadan turnering anordnades 2021, denna gång med Sverige i högsta divisionen. Agrest tog 6,5 poäng på sina 9 partier.